# Campionati del mondo di winter triathlon del 2013
I Campionati del mondo di winter triathlon del 2013 (XVII edizione) si sono tenuti a Cogne in Italia, in data 22 febbraio 2013.
Tra gli uomini ha vinto per la terza volta consecutiva il russo Pavel Andreev. Tra le donne ha trionfato per la seconda volta consecutiva la ceca Helena Erbenova..
La gara junior ha visto trionfare il russo Zhorzh Basyuk e l'italiana Émilie Collomb.
Il titolo di Campione del mondo di winter triathlon della categoria under 23 è andato al norvegese Carl-Fredrik Hagen. Tra le donne si è aggiudicata il titolo di Campionessa del mondo di winter triathlon della categoria under 23 la russa Margarita Ovsyannikova.
La squadra russa ha vinto la staffetta mista.

## Risultati

### Élite uomini
| Pos. | Atleta            | Paese      | Corsa    | Bici     | Sci      | Totale   |
| ---- | ----------------- | ---------- | -------- | -------- | -------- | -------- |
|      | Pavel Andreev     | Russia     | 00:22:01 | 00:24:40 | 00:20:36 | 01:08:24 |
|      | Daniel Antonioli  | Italia     | 00:21:34 | 00:25:34 | 00:20:02 | 01:08:25 |
|      | Evgeny Kirillov   | Russia     | 00:21:25 | 00:25:05 | 00:21:01 | 01:08:35 |
| 4    | Maxim Kuzmin      | Russia     | 00:21:41 | 00:25:20 | 00:20:59 | 01:09:21 |
| 5    | Kristian Monsen   | Norvegia   | 00:21:24 | 00:25:58 | 00:20:49 | 01:09:35 |
| 6    | Arne Post         | Norvegia   | 00:22:25 | 00:25:55 | 00:19:59 | 01:09:49 |
| 7    | Dmitriy Bregeda   | Russia     | 00:22:25 | 00:25:31 | 00:21:26 | 01:10:36 |
| 8    | Nicolas Lebrun    | Francia    | 00:21:34 | 00:25:54 | 00:21:29 | 01:10:45 |
| 9    | Tomas Jurkovic    | Slovacchia | 00:22:32 | 00:25:42 | 00:21:45 | 01:11:13 |
| 10   | Giuseppe Lamastra | Italia     | 00:23:13 | 00:25:04 | 00:21:15 | 01:11:30 |
| 11   | Markus Rothberger | Austria    | 00:22:43 | 00:25:44 | 00:21:46 | 01:11:53 |
| 12   | Alberto Comazzi   | Italia     | 00:23:55 | 00:26:23 | 00:21:36 | 01:13:15 |
| 13   | Pavel Jindra      | Rep. Ceca  | 00:23:48 | 00:26:13 | 00:22:26 | 01:13:48 |
| 14   | Rene Hoerdemann   | Germania   | 00:23:24 | 00:26:39 | 00:21:57 | 01:13:56 |
| 15   | Gabriele Carretta | Italia     | 00:24:34 | 00:27:19 | 00:21:02 | 01:14:26 |
| 16   | Walter Polla      | Italia     | 00:23:27 | 00:27:33 | 00:22:14 | 01:14:34 |
| 17   | Alberto Casadei   | Italia     | 00:22:25 | 00:26:18 | 00:24:12 | 01:14:48 |
| 18   | Mattia De Paoli   | Italia     | 00:23:10 | 00:28:10 | 00:23:15 | 01:16:10 |

### Élite donne
| Pos. | Atleta                   | Paese     | Corsa    | Bici     | Sci      | Totale   |
| ---- | ------------------------ | --------- | -------- | -------- | -------- | -------- |
|      | Helena Erbenová          | Rep. Ceca | 00:24:54 | 00:30:19 | 00:23:17 | 01:20:10 |
|      | Elisabeth Sveum          | Norvegia  | 00:27:29 | 00:30:16 | 00:24:18 | 01:23:22 |
|      | Sarka Grabmullerova      | Rep. Ceca | 00:26:36 | 00:31:23 | 00:24:53 | 01:24:24 |
| 4    | Tatiana Charochkina      | Russia    | 00:27:29 | 00:31:40 | 00:24:17 | 01:24:55 |
| 5    | Ingrid Lorvik            | Norvegia  | 00:27:29 | 00:31:15 | 00:25:07 | 01:25:58 |
| 6    | Yulia Surikova           | Russia    | 00:27:08 | 00:33:13 | 00:28:16 | 01:29:56 |
| 7    | Roberta Gasparini        | Italia    | 00:30:02 | 00:31:02 | 00:27:50 | 01:31:21 |
| 8    | Berthe Annette Svenkerud | Norvegia  | 00:29:57 | 00:36:27 | 00:24:15 | 01:33:06 |
| 9    | Chiara Novelli           | Italia    | 00:30:32 | 00:34:43 | 00:26:51 | 01:34:56 |
| 10   | Enrica Perico            | Italia    | 00:29:59 | 00:34:17 | 00:28:33 | 01:35:04 |
| 11   | Federica Ferrari         | Italia    | 00:30:27 | 00:34:26 | 00:31:17 | 01:38:10 |

### Under 23 uomini
| Pos. | Atleta             | Paese     | Corsa    | Bici     | Sci      | Totale   |
| ---- | ------------------ | --------- | -------- | -------- | -------- | -------- |
|      | Carl-Fredrik Hagen | Norvegia  | 00:22:42 | 00:24:23 | 00:20:00 | 01:08:50 |
|      | Pavel Yakimov      | Russia    | 00:22:40 | 00:25:59 | 00:22:12 | 01:11:59 |
|      | Viktor Kuznetsov   | Russia    | 00:22:43 | 00:27:17 | 00:21:59 | 01:13:17 |
| 4    | Felix Waldhuber    | Austria   | 00:25:08 | 00:25:28 | 00:21:56 | 01:13:57 |
| 5    | Pavel Eliseev      | Russia    | 00:25:01 | 00:28:47 | 00:21:44 | 01:16:43 |
| 6    | Martin Husek       | Rep. Ceca | 00:24:35 | 00:28:07 | 00:22:58 | 01:17:09 |
| 7    | Marco Panzavolta   | Italia    | 00:26:04 | 00:26:47 | 00:24:32 | 01:19:50 |
| 8    | Davide Cheraz      | Italia    | 00:23:25 | 00:30:44 | 00:24:12 | 01:19:52 |
| 9    | Filippo Rossi      | Italia    | 00:24:10 | 00:27:57 | 00:26:50 | 01:20:41 |
| 10   | Julian Brunner     | Italia    | 00:26:41 | 00:31:45 | 00:22:22 | 01:22:35 |

### Under 23 donne
| Pos. | Atleta                 | Paese  | Corsa    | Bici     | Sci      | Totale   |
| ---- | ---------------------- | ------ | -------- | -------- | -------- | -------- |
|      | Margarita Ovsyannikova | Russia | 00:27:07 | 00:30:41 | 00:26:25 | 01:25:45 |
|      | Tatiana Bregeda        | Russia | 00:29:01 | 00:31:34 | 00:25:16 | 01:27:25 |
|      | Greta Vettorata        | Italia | 00:30:10 | 00:38:06 | 00:32:18 | 01:42:46 |
| 4    | Ilaria Titone          | Italia | 00:31:42 | 00:35:35 | 00:38:16 | 01:47:31 |

### Junior uomini
| Pos. | Atleta                | Paese  | Corsa    | Bici     | Sci      | Totale   |
| ---- | --------------------- | ------ | -------- | -------- | -------- | -------- |
|      | Zhorzh Basyuk         | Russia | 00:16:04 | 00:19:47 | 00:15:46 | 00:52:43 |
|      | Roman Vasin           | Russia | 00:16:04 | 00:19:29 | 00:16:42 | 00:53:19 |
|      | Sonny Stauder         | Italia | 00:16:24 | 00:20:37 | 00:14:39 | 00:53:35 |
| 4    | Evgenii Shiganov      | Russia | 00:15:39 | 00:19:53 | 00:17:26 | 00:54:15 |
| 5    | Nehuen Truc           | Italia | 00:17:31 | 00:18:56 | 00:16:27 | 00:54:57 |
| 6    | Marco Liporace        | Italia | 00:17:07 | 00:18:32 | 00:17:43 | 00:56:10 |
| 7    | Nikita Mandrik        | Russia | 00:16:21 | 00:20:14 | 00:18:45 | 00:56:30 |
| 8    | Patrick Klettenhammer | Italia | 00:17:52 | 00:20:47 | 00:15:29 | 00:56:55 |
| 9    | Alessandro Saravalle  | Italia | 00:17:47 | 00:17:22 | 00:19:10 | 00:57:28 |
| 10   | Vasilii Bazuev        | Russia | 00:16:55 | 00:21:07 | 00:17:47 | 00:59:43 |

### Junior donne
| Pos. | Atleta               | Paese      | Corsa    | Bici     | Sci      | Totale   |
| ---- | -------------------- | ---------- | -------- | -------- | -------- | -------- |
|      | Émilie Collomb       | Italia     | 00:18:46 | 00:21:07 | 00:18:40 | 01:00:43 |
|      | Mariia Bochkareva    | Russia     | 00:18:12 | 00:22:40 | 00:19:57 | 01:02:20 |
|      | Stefania Shamshurina | Russia     | 00:18:54 | 00:24:27 | 00:20:24 | 01:05:12 |
| 4    | Melanie Albrecht     | Germania   | 00:17:40 | 00:24:23 | 00:20:45 | 01:05:35 |
| 5    | Karina Sakhno        | Russia     | 00:22:19 | 00:25:38 | 00:20:06 | 01:10:08 |
| 6    | Radka Sucha          | Slovacchia | 00:21:40 | 00:25:29 | 00:22:37 | 01:12:19 |
| 7    | Sandra Schmidt       | Estonia    | 00:22:44 | 00:24:49 | 00:24:35 | 01:14:31 |
| 8    | Tatiana Vancova      | Slovacchia | 00:24:42 | 00:27:09 | 00:21:51 | 01:15:52 |

## Medagliere
| Pos. | Paese     | Oro | Argento | Bronzo |    |
| ---- | --------- | --- | ------- | ------ | -- |
| 1    | Russia    | 3   | 4       | 3      | 10 |
| 2    | Italia    | 1   | 1       | 2      | 4  |
| 3    | Norvegia  | 1   | 1       | 0      | 2  |
| 4    | Rep. Ceca | 1   | 0       | 1      | 2  |

## Staffetta mista
| Pos. | Paese     | 1 frazione | 2 frazione | 3 frazione | 4 frazione | Totale   |
| ---- | --------- | ---------- | ---------- | ---------- | ---------- | -------- |
|      | Russia    | 00:23:04   | 00:29:39   | 00:23:53   | 00:29:15   | 01:45:51 |
|      | Norvegia  | 00:29:38   | 00:23:51   | 00:28:44   | 00:24:01   | 01:46:14 |
|      | Rep. Ceca | 00:29:48   | 00:26:50   | 00:28:36   | 00:24:54   | 01:50:08 |